# Cimetière de Sainte-Marie-aux-Mines
Le cimetière de Sainte-Marie-aux-Mines est un monument historique situé à Sainte-Marie-aux-Mines, dans le département français du Haut-Rhin.

## Localisation
Ces constructions sont situées rue du Docteur-Muhlenbeck à Sainte-Marie-aux-Mines.

## Historique
L'édifice fait l'objet d'une inscription au titre des monuments historiques depuis 1934.